# Maitland (New South Wales)
Maitland ist eine Stadt im australischen Bundesstaat New South Wales und liegt etwa 30 km nordwestlich von Newcastle. Sie liegt im Hunter Valley direkt am Hunter-Fluss.
Maitland wurde 1820 gegründet und hat etwa 90.000 Einwohner (Stand 2021). Bereits 1801 wurde südwestlich der Stadt das größte Kohlevorkommen von New South Wales entdeckt und ab Mitte des 19. Jahrhunderts intensiv abgebaut. Maitland wurde zum Kohlezentrum und zum Umschlagplatz für Kohle und Waren aus dem Hunter Valley. Bis zum Goldrausch war sie die zweitgrößte Stadt in ganz Australien und ist noch heute eine der größten Inlandsstädte des Landes. Heute hat sich der Kohleabbau verlagert und spielt nur noch eine geringere Rolle und Maitland wird oft nur noch als Ausläufer der größeren Nachbarstadt Newcastle betrachtet.
In den frühen Jahren war Maitland des Öfteren von großen Fluten betroffen, die große Teile der Stadt zerstörten. In den letzten 50 Jahren ist die Stadt auch dank entsprechender Vorsorgemaßnahmen von größeren Überschwemmungen verschont geblieben.
Maitland ist Zentrum und Verwaltungssitz des lokalen Verwaltungsgebiets Maitland City innerhalb von Großnewcastle. Die Stadt ist seit 1847 auch Sitz des römisch-katholischen Bistums Maitland-Newcastle.

## Söhne und Töchter der Stadt
- Joseph Wilfrid Dwyer (1869–1939), römisch-katholischer Geistlicher und Bischof von Wagga Wagga
- Adolphus Peter Elkin (1891–1979), Ethnologe, Anthropologe und Linguist
- Harry Hay (1893–1952), Schwimmer
- Herbert Vere Evatt (1894–1965), Politiker, Diplomat und Autor
- Bob Godfrey (1921–2013), britischer Animator, Filmproduzent und Regisseur
- Dave Power (1928–2014), Leichtathlet
- Harry Holgate (1933–1997), Politiker (ALP); Premierminister von Tasmanien 1981/82
- Allan Grice (* 1942), Rennfahrer und Politiker
- Cheryl Kernot (* 1948), Politikerin
- Nick Enright (1950–2003), Autor, Drehbuchautor und Schauspieler
- Bec Lavelle (* 1980), Sängerin
- Ben Wearing (* 1989), ehemaliger Fußballspieler
- Tianna Sansbury (* 1992), Schauspielerin